# Дорога (роман)
«Доро́га» (англ. The Road) — постапокалиптический роман американского писателя Кормака Маккарти. Впервые опубликованный в 2006 году роман рассказывает о путешествии безымянных персонажей, отца и сына, по разрушенным неназванным катаклизмом США. Роман был удостоен британской премии Джеймса Тейта Блэка в 2006 году и американской Пулитцеровской премии за художественную книгу в 2007 году. В 2009 году вышел фильм-экранизация романа, снятый режиссёром Джоном Хиллкоутом, роли отца и сына сыграли Вигго Мортенсен и Коди Смит-Макфи. На русском языке роман в переводе Юлии Степаненко был впервые опубликован в 2008 году в журнале «Иностранная литература».

## Сюжет
Действие романа происходит спустя годы после какой-то неизвестной глобальной катастрофы, которая разрушила города и стала причиной массовой гибели людей, животных и растений. Мир занесён пеплом, а руины свидетельствуют о многочисленных пожарах. Главные герои — отец и маленький сын, родившийся уже после катастрофы — пытаются пешком пересечь территорию бывших США и выйти к далекому и желанному морю. Они страдают от болезней, голода и страха перед другими людьми — бандитами и каннибалами. Мать мальчика, потеряв всякую надежду, покончила с собой задолго до событий книги, отец болен, кашляет кровью и осознает, что скоро умрет. Последние надежды на будущее для сына он возлагает на путешествие к морю; он повторяет сыну «мы хорошие» и «мы несем огонь» в противовес потерявшим человеческий облик бандитам.
Свои припасы отец и сын везут на тележке из гипермаркета, отец вооружен револьвером с последними двумя патронами. Они навещают разрушенный город и дом, в котором прошло детство отца. Становится все холоднее, выпадает снег. Отец и сын встречают группу мародеров, передвигающуюся на дизельном грузовике; один из них, отойдя по нужде в лес, натыкается на отца и сына и угрожает сыну ножом. Отец убивает его выстрелом из револьвера, и при бегстве им приходится бросить тележку. Позже они возвращаются, чтобы вернуть брошенные припасы, и видят, что от трупа убитого бандита остались лишь лужа крови и раскиданные кишки. В руинах города они встречают другого маленького мальчика, ровесника сына, но тот убегает от них. Позже отец и сын вступают на территорию, захваченную какой-то могущественной бандой, видят колья с отрубленными головами, а позже — проходящую маршем группу кочевников, состоящую из вооружённых головорезов, в сопровождении рабов и телег с добычей.
В поисках еды отец и сын вламываются в старинную усадьбу и обнаруживают запертых в погребе искалеченных людей, просящих о помощи. Отец понимает, что попал в логово каннибалов, и поспешно уводит сына из усадьбы. Позже на заброшенной ферме отец обнаруживает бесценный тайник — хорошо спрятанный бункер с припасами; впервые за все путешествие им удается вымыться и как следует поесть. Отец решает, что надолго задерживаться на одном месте опасно, и они продолжают путь к морю, нагрузив едой новую тележку, прихваченную на руинах соседнего городка.
Они встречают старика, представившегося именем Илай, и делятся с ним едой; Илай, такой же запуганный и недоверчивый, как и они, скупо рассказывает о себе и мрачно замечает, что будет «спокойнее», когда на земле не останется никого. На дороге отцу кажется, что их кто-то преследует, и они прячутся, действительно увидев проходящую группу истощенных путников — троих мужчин и женщину на последнем сроке беременности. Позже отец и сын находят оставленный этими прохожими лагерь и в нём — останки новорожденного ребёнка обжаренного на костре.
Отец и сын, наконец, выходят к морю, холодному и мрачному, и не знают, что делать дальше. Отец находит выброшенную на камни испанскую яхту и ищет на ней полезные припасы; он вооружается ракетницей с сигнальными ракетами. Сын простужается и сильно болеет; пока отец ухаживает за ним, на берегу незаметно появляется бродяга и крадёт у них тележку с едой. Отец догоняет вора и под дулом револьвера заставляет отдать не только украденное, но и одежду и обувь. Отец с сыном продолжают свой путь, сознавая, что раздетый вор неминуемо замерзнет и умрет. Немного спустя они возвращаются, чтобы вернуть одежду, но вора уже не было видно.
В приморском городке вооруженный луком и стрелами местный житель обстреливает их из окна и попадает отцу стрелой в ногу. Отец тяжело ранит его, выстрелив в окно сигнальной ракетой, но не добивает агрессора. Рана воспаляется, хотя отец пытается самостоятельно промыть и зашить её; ему становится всё хуже, и у реки, преграждающей дальнейший путь на юг, он просит сына бросить его и двигаться дальше в одиночку. Сын уходит, но потом возвращается и остается в лагере, пока отец не умирает во сне. После смерти отца мальчик остается с его телом в течение трех дней. Там же сын встречает доброжелательно настроенную семью — мужчину, женщину и двоих детей, которые забирают его с собой; сын продолжает разговаривать с покойным отцом, как если бы тот находился рядом.

## Экранизация
2009 — «Дорога» драма режиссёра Джона Хиллкоута, главные роли отца и сына исполнили Вигго Мортенсен и Коди Смит-Макфи.